# Hong Taiji
Hong Taiji (chiń. Hóng Tàijí, 洪太極, lub Huáng Táijí, 皇台吉; mandżurski: ) – władca mandżurski, pierwszy cesarz z dynastii Qing, ósmy syn Nurchaczego, twórcy państwa mandżurskiego. Przekształcił Mandżurię w cesarstwo; wykorzystując armię stworzoną przez ojca podporządkował sobie Mongolię, Koreę i stworzył bazę do inwazji na Chiny.
Dawniej błędnie identyfikowany jako Abahai (która w rzeczywistości była ulubioną konkubiną Nurhaczego i matką młodszych braci Hong Taiji – Dorgona i Dodo). Jego prawdziwe imię jest nieznane, nieznane są też powody, dla których zaginęło. W latach 1627–1636 panował pod imionami chińskim – Tiāncōng (天聰), mandżurskim – Abkai sure; a w okresie 1636-1643, odpowiednio chiń. Chóngdé (崇德), mandż. Wesihun erdemungge, a mongolskim – Degede Erdemtü. W chwili śmierci ojca był najmłodszym z czterech książąt (beile), ale prawdopodobnie najzdolniejszym. Dzięki sprawnym intrygom, przejął dowództwo nad najbardziej prestiżowymi z Ośmiu Chorągwi i został obwołany Wielkim Chanem w 1627.

## Polityka zagraniczna
Po ojcu odziedziczył państwo składające się z północnej i centralnej Mandżurii, ze stolicą w Mukdenie. Rozbudował je i umocnił, kolejno usuwając zewnętrzne zagrożenia. W 1627-29 zawarł kilkakrotne rozejm z mingowskim dowódcą Yuan Chuanghongiem, który dowodził obroną Ningyuan (i pobił tam ojca Hong Taiji, Nurhaczego, będąc tym samym odpowiedzialnym za jego śmierć). W czasie rozejmu najechał północne Chiny, co doprowadziło do oskarżenia Yuana o zdradę i jego egzekucji. W tym samym czasie Hong najechał na Koreę i zmusił ją do zawarcia paktu o nieagresji (regularnie naruszanego, co ostatecznie doprowadziło do drugiej wojny w 1637).
Pozbywszy się zagrożenia na południu, w szeregu kampanii podbił wschodnią Mongolię, wykorzystując konflikt między plemionami mongolskimi i aspirującym do pełnego panowania nad Mongolię, niepopularnym chanem Ligdanem (który był także sojusznikiem Mingów). Po śmierci Ligdana, jego syn uznał zwierzchnictwo Hong Taiji.
W 1636 Hong przemianował swój chanat na cesarstwo, wstępując na tron jako pierwszy cesarz dynastii Qing. Jego cesarstwa nie uznała Korea, co doprowadziło do wojny, w której Hong pobił dynastię Chosǒn. Korea uznała zwierzchnictwo Qingów, zawarła z nimi przymierze i miała wypłacać im trybut, tak jak wcześniej czyniła to względem Mingów (z którymi sojusz musiała zerwać). W tym też czasie Hong podporządkował sobie całą Mongolię Wewnętrzną.
Hong był gotowy uznać podrzędność względem Chin, w zamian za subsydia i układy handlowe. Pekin odrzucił te propozycje, co spowodowało przygotowania do wojny. Oddziały Qingów były gotowe do inwazji, gdy Hong zmarł nagle; jego młodszy brat. Dorgon zajął Pekin kilka miesięcy po jego śmierci, jako regent syna Honga, Shunzhi, pierwszego cesarza dynastii Qing w Chinach.

## Polityka wewnętrzna
Podobnie jak ojciec, Hong Taiji nie ufał Chińczykom, ani ich sposobowi rządów, zdawał sobie jednak sprawę z jego skuteczności i z faktu, że dżurdżeński system klanowy nie nadaje się do rządzenia osiadłymi rolnikami z południa Mandżurii, niezwiązanymi pokrewieństwem z jego klanem. Na tych terenach wykorzystywał więc biurokrację przejętą od Mingów po podboju tych terenów, wraz z jej konfucjańską ideologią i systemem egzaminów. Starał się wykształcić mandżurską kadrę urzędniczą, dlatego nakazał kształcenie dzieci arystokracji i tłumaczenie chińskich dzieł na mandżurski. Przypisuje mu się stworzenie w tym celu alfabetu mandżurskiego, opartego na staromongolskim.
Choć wykorzystywał chińskie metody rządzenia, był świadom zagrożeń jakie niesie akulturacja i przestrzegał podwładnych przed nadmiernym naśladownictwem chińskich wzorów.
Wzmocnił Mandżurię gospodarczo, przede wszystkim monopolizując kontakty z Koreą i pośrednictwo w handlu Korea-Chiny. Dzięki rozszerzeniu panowania na rolniczo-rzemieślnicze tereny południowej Mandżurii, zwiększył możliwości produkcyjne kraju.
Zlikwidował tradycyjny dla Dżurdżenów koalicyjny system rządów, w którym głowy lineaży podejmowały wspólnie decyzje i został praktycznym jednowładcą. Wykorzystywał tybetański buddyzm dla budowania swej pozycji; po pokonaniu chana Ligdana, który powoływał się na pochodzenie z rodu „Wielkiego Chana” zwiększył swą charyzmę wśród Mongołów. Wśród Dżurdżenów powoływał się na pochodzenie swego rodu Aisin Gioro od wielkiego wodza Möngke; z kolei pierwotna nazwa dynastii, którą ustanowił Nurhaczy, Późniejsza Jin, odwoływała się do państwa dżurdżeńskiego z czasów dynastii Song. Nie do końca jasne jest pochodzenie nazwy dynastii Qing, choć wpływ mogła mieć niechęć Honga do utożsamienia się z dynastią Jin. Niejasne są też powody przemianowania w 1635 Dżurdżenów (a raczej członków dżurdżeńskich 8 chorągwi) na „Mandżurów”. Może to mieć związek z imieniem bodhisattwy Manjushriego, którego emanacją miał być ród Nurhaczego.
Hong Taiji rozbudował system chorągwi: Chińczyków z południa Mandżurii, zamiast wcielać jako przybocznych/niewolników do chorągwi mandżurskich, zorganizował w ich osiem własnych chorągwi w 1642. Wcześniej tak samo postąpił z podporządkowanymi plemionami mongolskimi (1635. W przededniu ataku na Chiny główną siłą armii mandżurskiej były 24 chorągwie, liczące łącznie ok. 150 tys. żołnierzy. Rzeczywisty skład etniczny chorągwi był niezmiernie zróżnicowany), ale po inwazji na Chiny, ze względu na wyróżniony społecznie status chorągwianych, zostali oni wszyscy utożsamieni z „Mandżurami” (w odróżnieniu od podbitych Chińczyków Han).
Hong Taiji stworzył też silny korpus artyleryjski i strzelecki, który wspierał konnicę, co miało się okazać decydujące zarówno w walkach w Chinach, jak i późniejszych kampaniach przeciw Dżungarom, prowadzonych przez jego wnuka, Kangxi.